# Cimetière bourgeois de Villé
Le cimetière bourgeois de Villé est un monument historique situé à Villé, dans le département français du Bas-Rhin.

## Localisation
Ces constructions sont situées à Villé.

## Historique
L'édifice fait l'objet d'une inscription sur l'inventaire supplémentaire des monuments historiquespar arrêté du inscription par arrêté du 12 juillet 1995.

## Architecture
Cimetière actif durant tout le XIXe siècle avant d'être relayé par une nécropole extra-muros. Il est donc conservé quasiment intact (pierre tombale la plus ancienne de 1804, la plus récente de 1913).

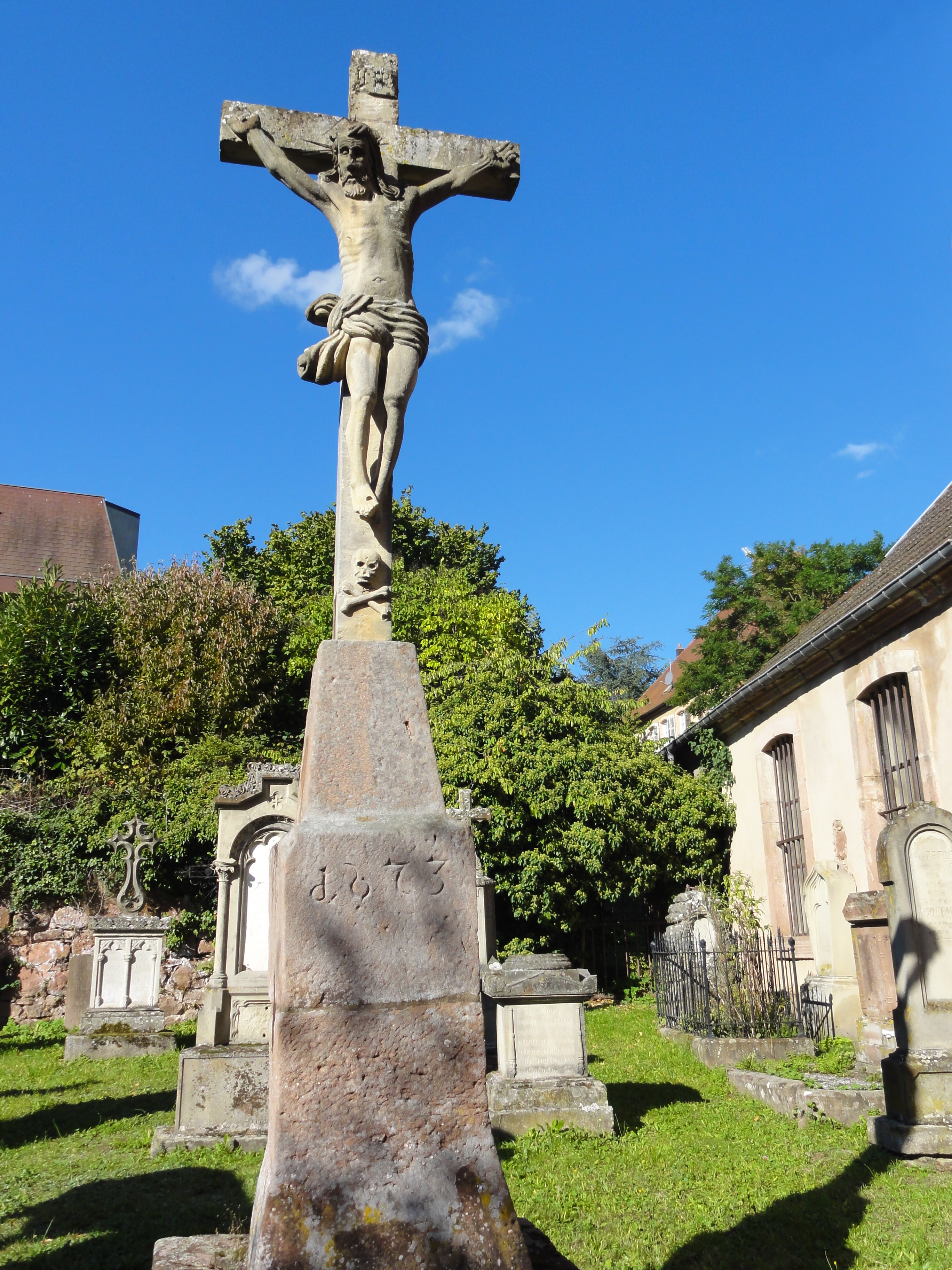
Croix de cimetière (1673)
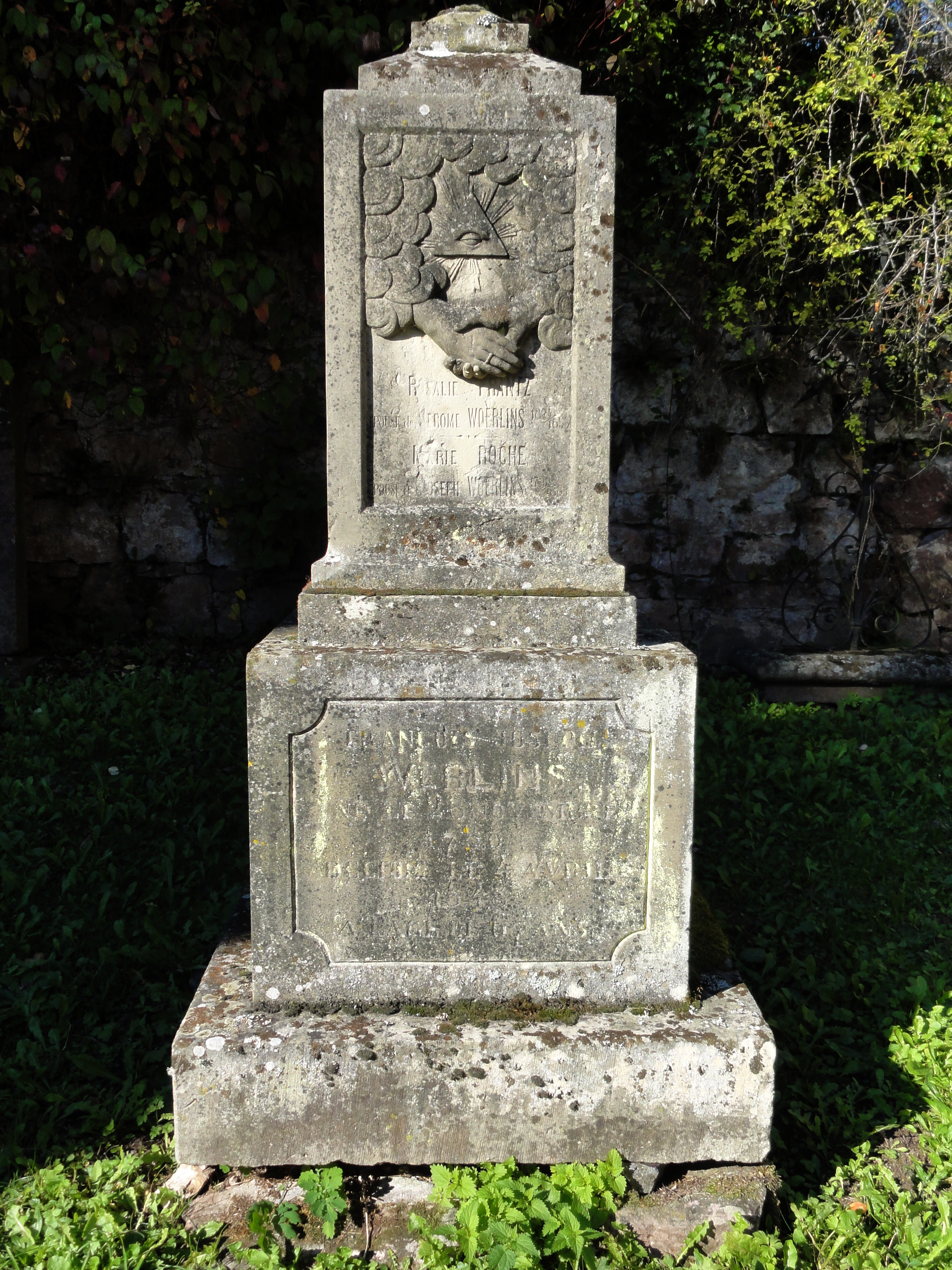
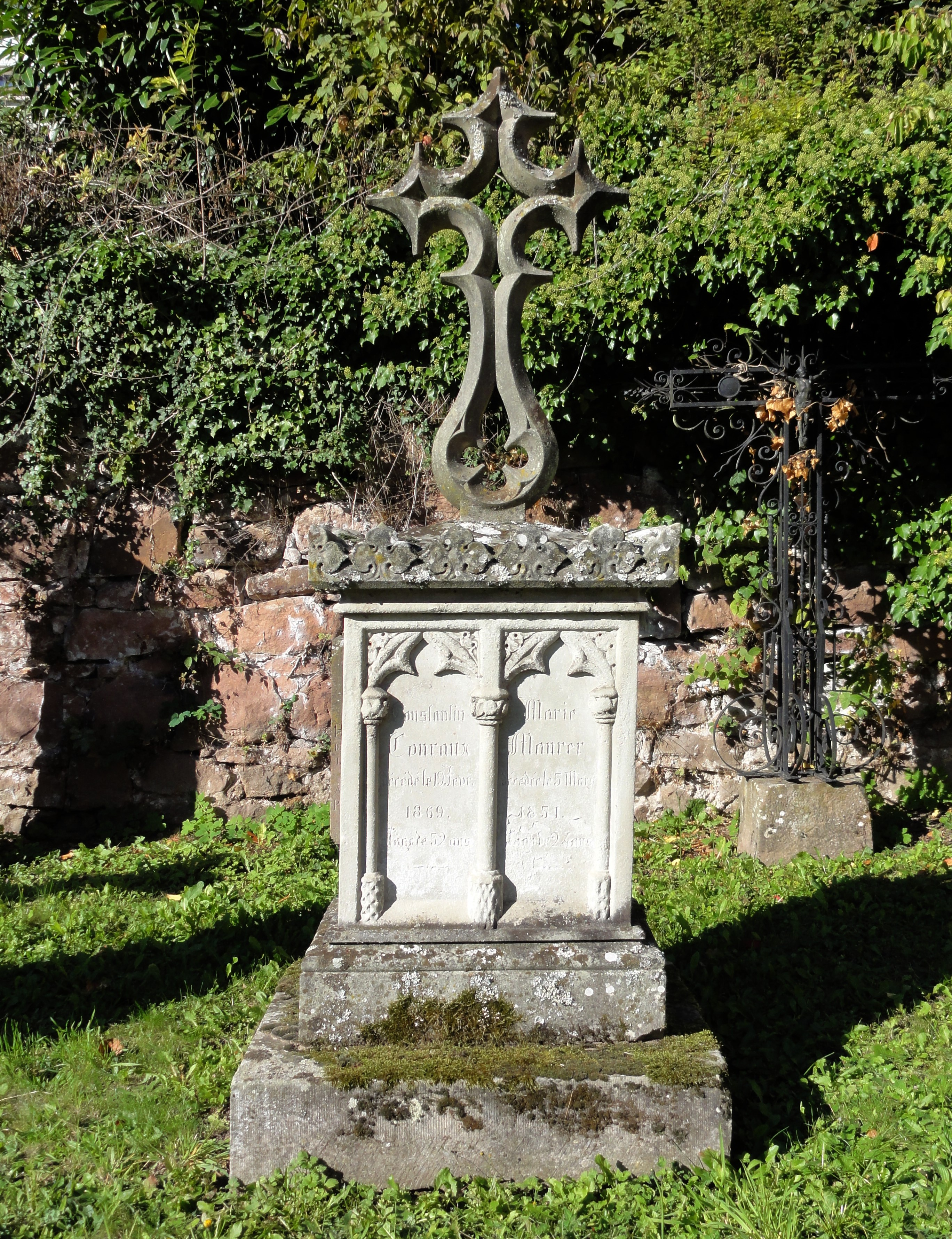
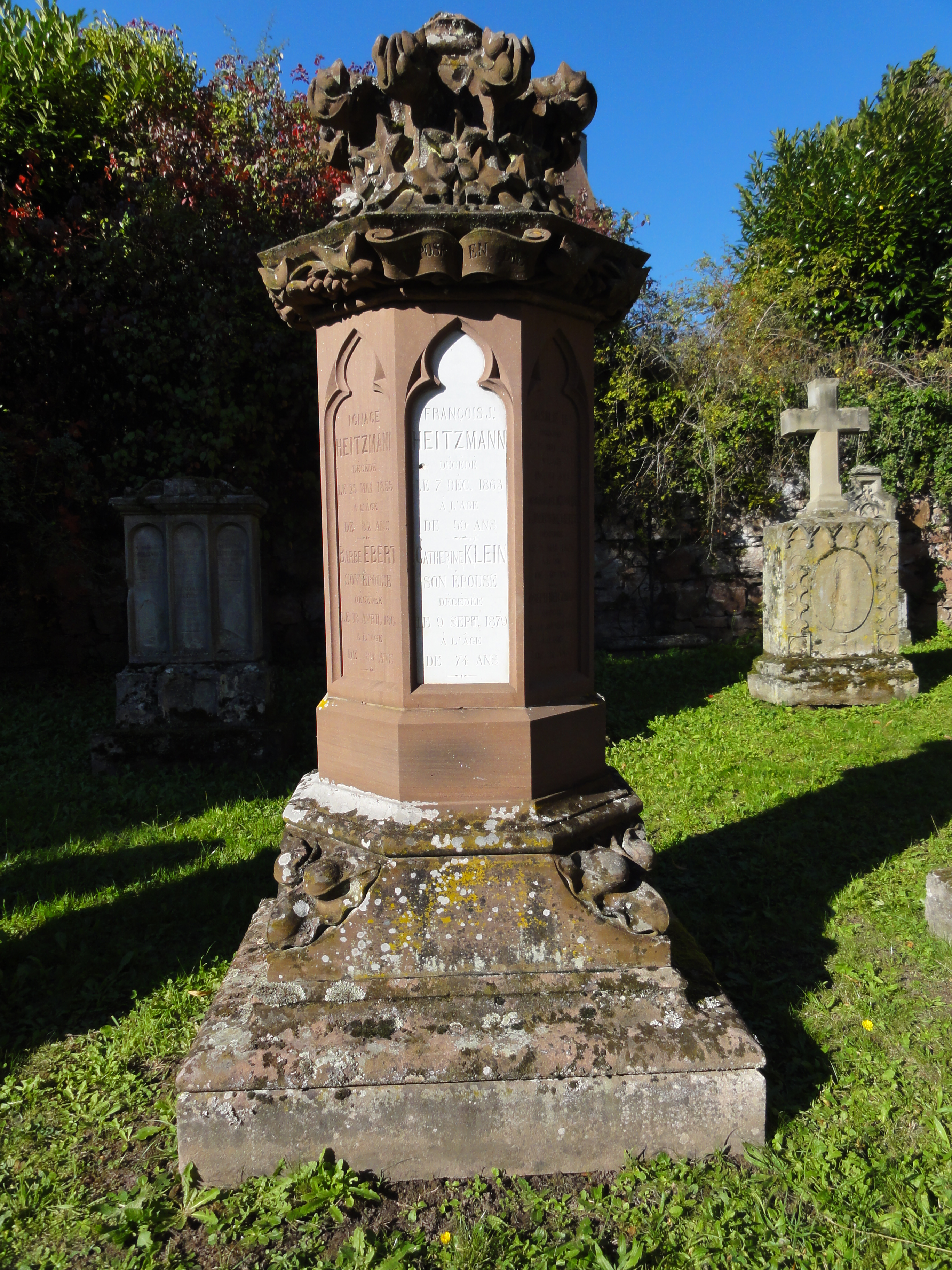
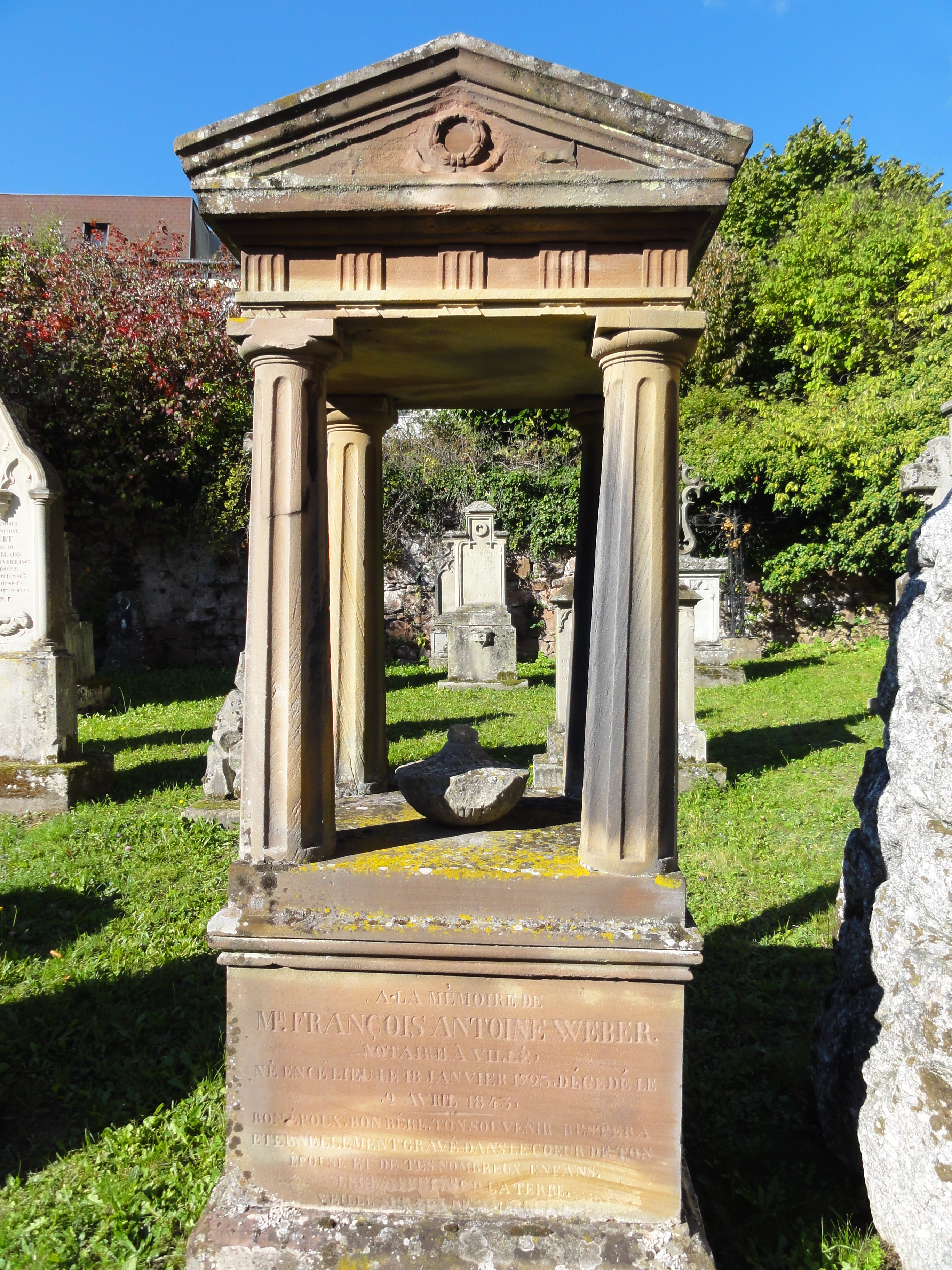
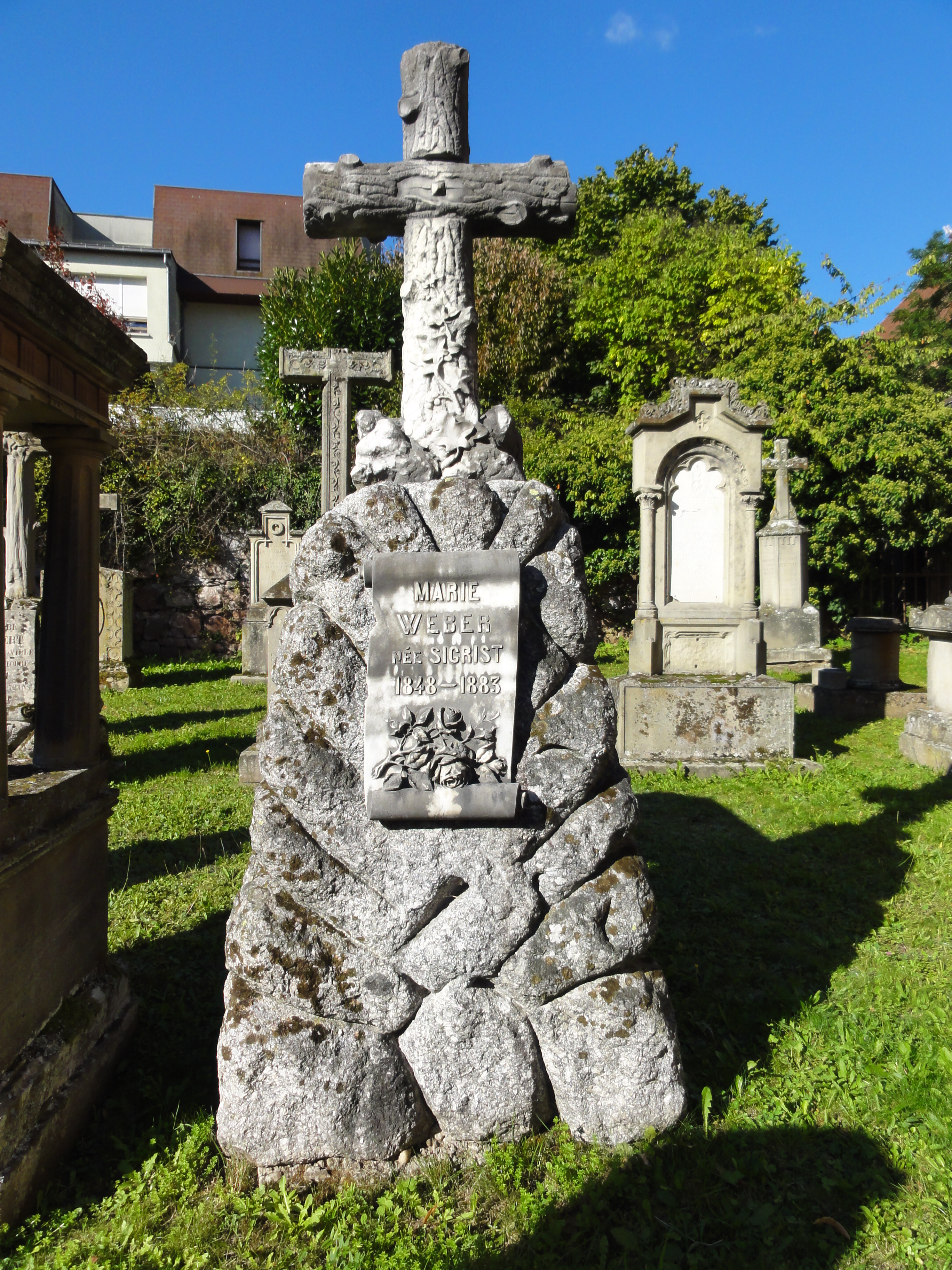
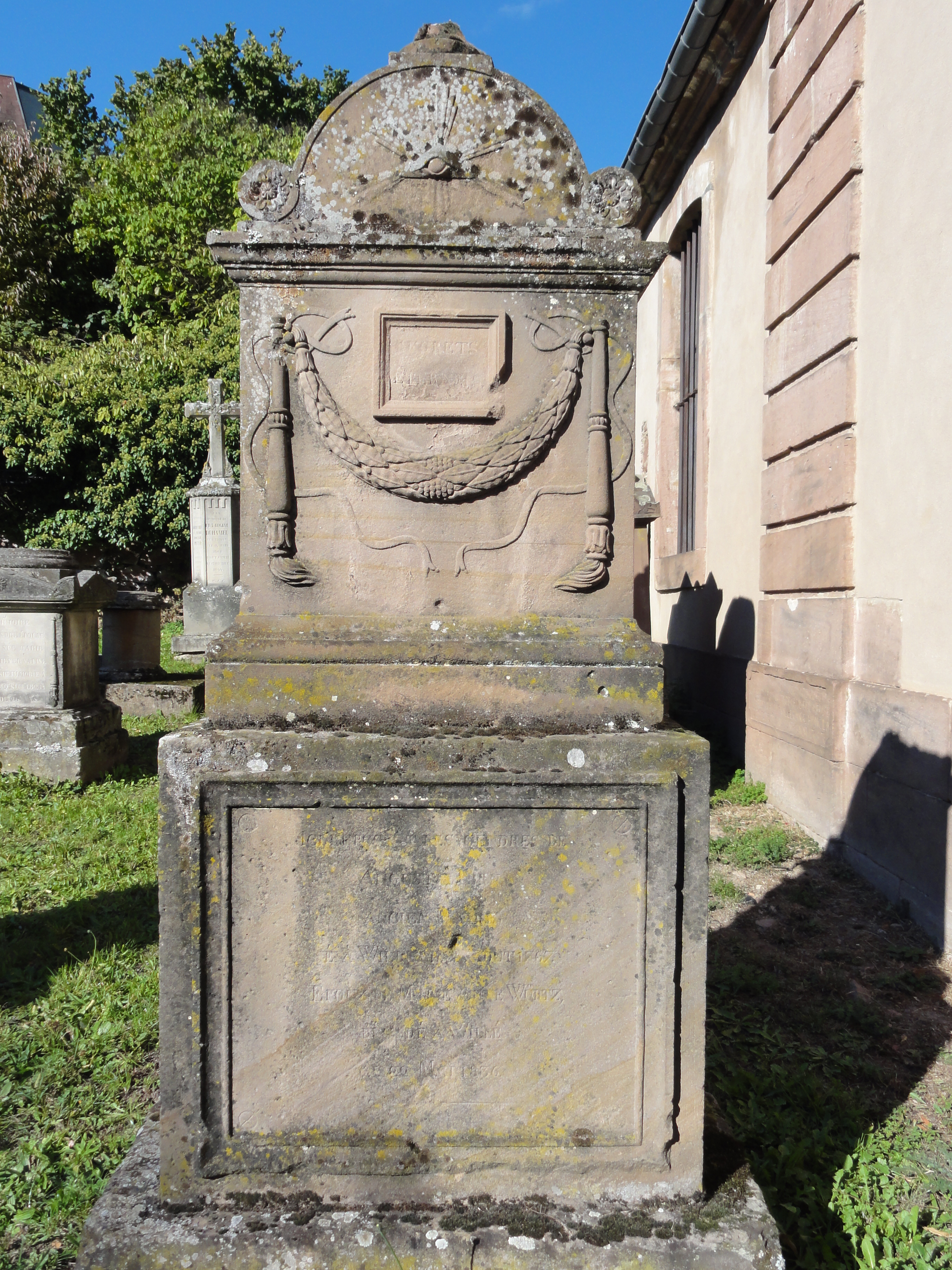
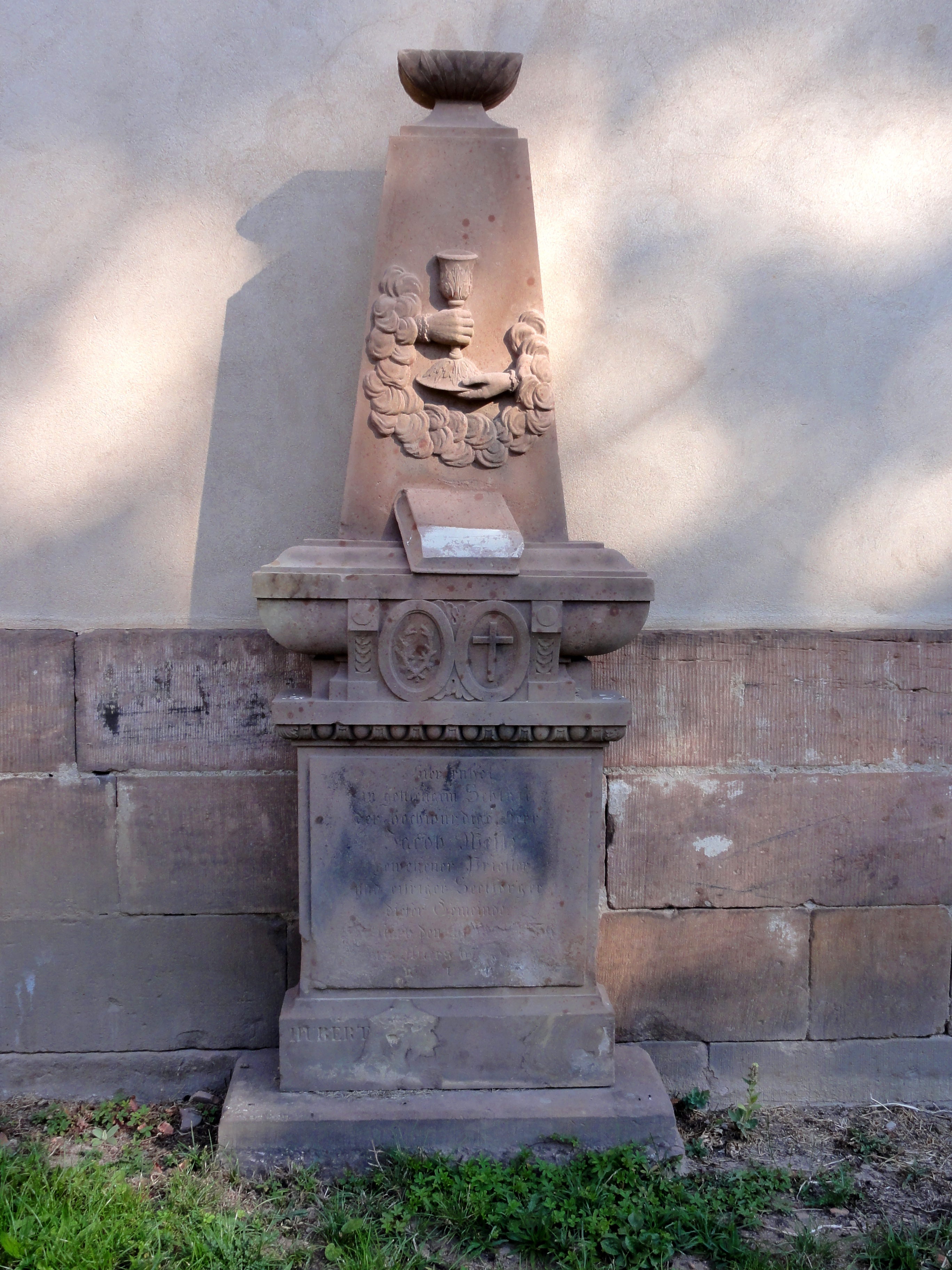
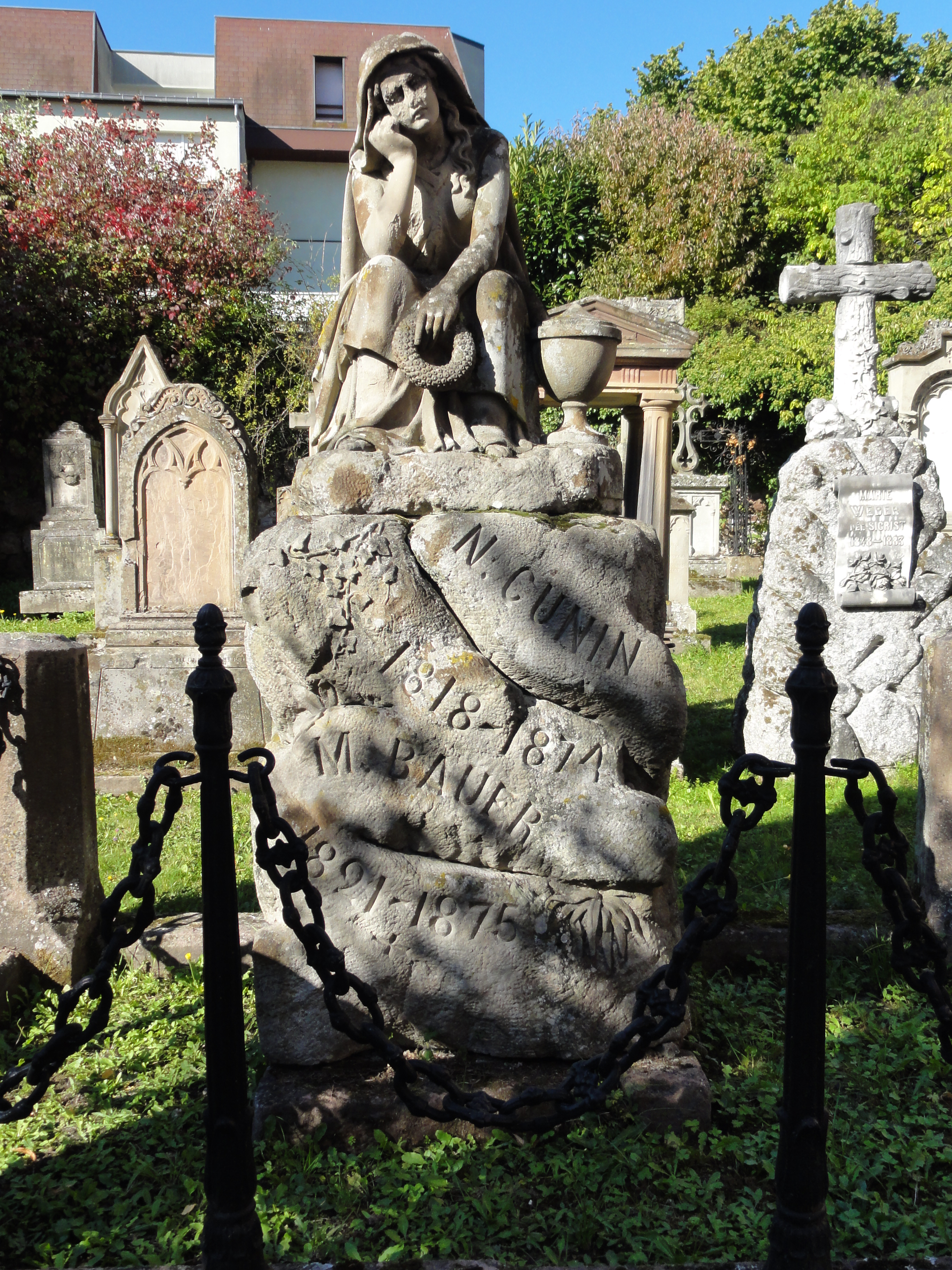
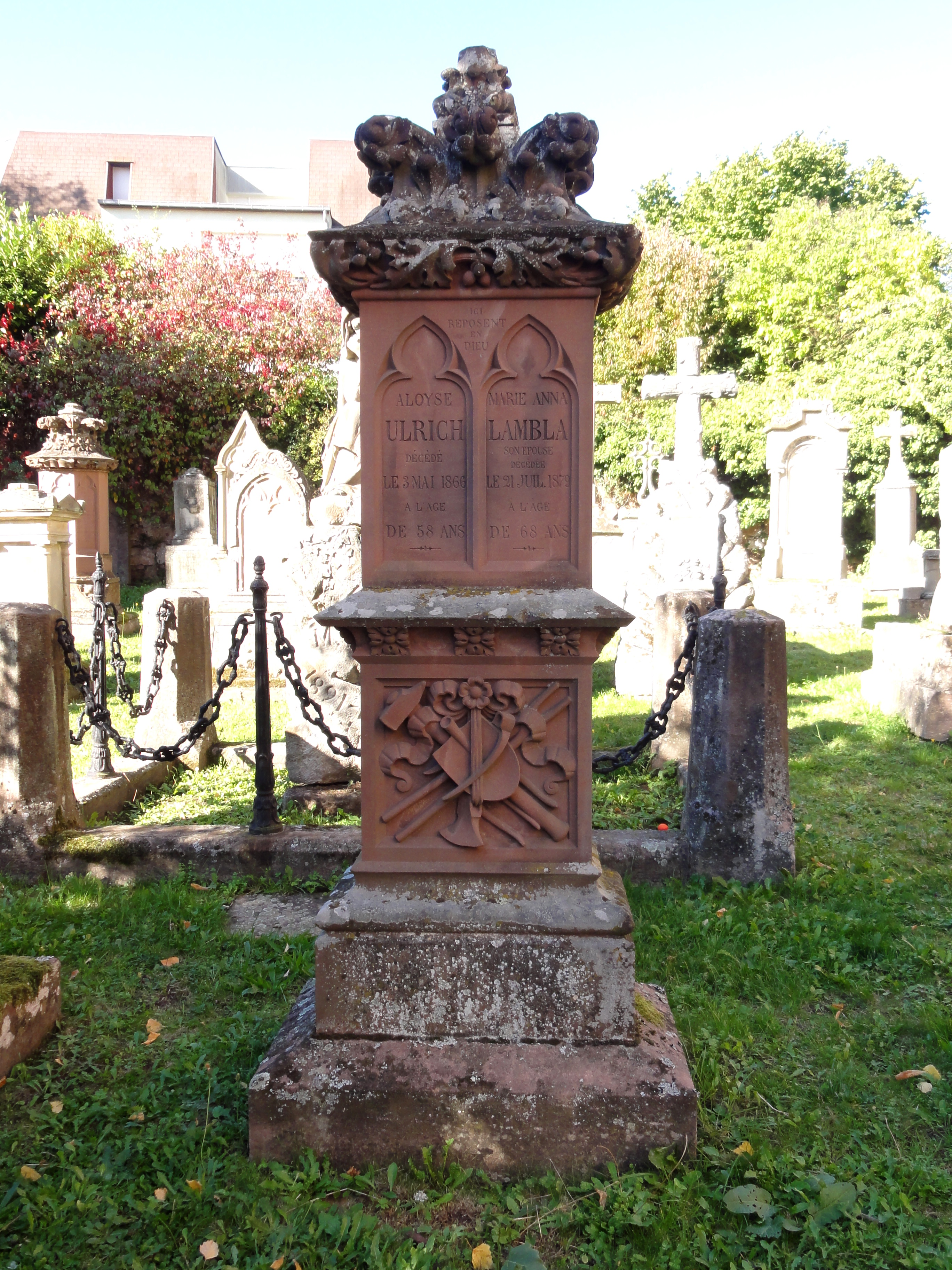